# Katholikat von Albanien

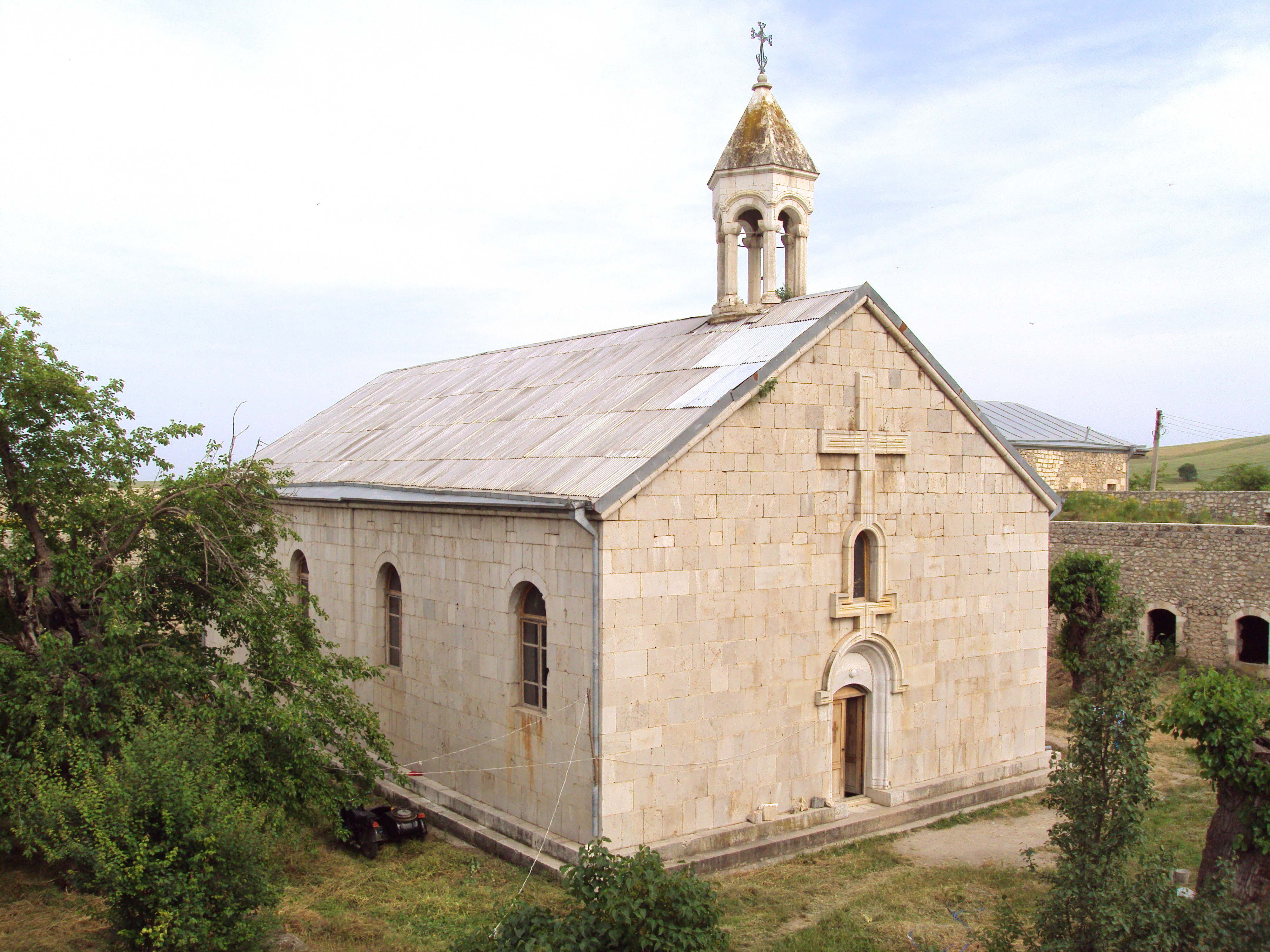
Kloster Amaras, der ursprüngliche Sitz des Katholikats

Das Katholikat von Albanien (am Kaukasus) beziehungsweise Aghwank (armenisch Աղվանից եպիսկոպոսապետություն, Աղվանից կաթողիկոսոթյուն) war eine autokephale Teilkirche der Armenischen Apostolischen Kirche und untersteht heute mit vermindertem Rang direkt dem „Obersten Patriarchen und Katholikos Aller Armenier“ in Etschmiadsin.

## Anfänge und Geschichte
Der traditionelle Name des Katholikats lässt annehmen, dass seine Anfänge mit der Frühzeit des Christentums im kaukasischen Albanien in Verbindung stehen. Von der ursprünglichen Liturgie und Literatur in albanischer Sprache hat sich fast nichts erhalten. Das dortige Christentum wurde wachsend und schließlich so gut wie vollständig armenisiert.

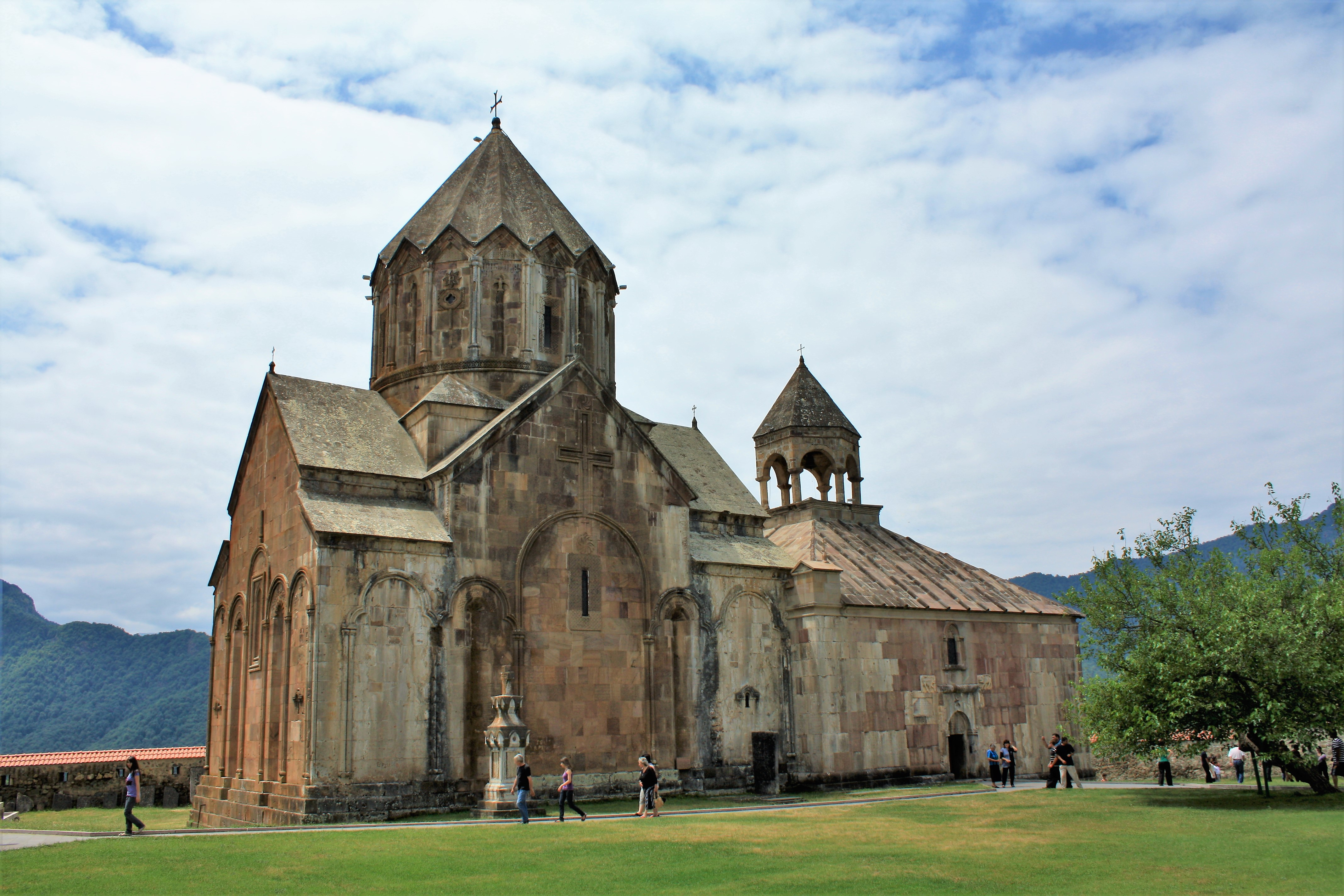
Gandsassar, links: Kathedrale Surp Hovhannes Mkrtitch (Johannes der Täufer), erbaut 1232–1238; rechts: Gavit von 1238

Ältestes bekanntes Zentrum ist das Kloster Amaras, das von Grigoris, Enkel Gregors des Erleuchters, gegründet worden sein soll. Im 8. Jahrhundert war Partaw Metropolis und 768 Ort einer Bischofssynode. Der Katholikos von Albanien hatte die Jurisdiktion über die historischen armenischen Provinzen Arzach und Utik sowie bis zum Kaspischen Meer inne. Im 13./14. Jahrhundert kam das Reich der Goldenen Horde mit der Diözese Sarai hinzu.
Ab dem 14./15. Jahrhundert residierte der albanische Katholikos im Kloster Gandsassar auf dem Territorium des Hauses Hassan-Dschalaljan; dieser Dynastie entstammten dann auch die meisten Inhaber der katholikalen Kathedra. Im Kloster Jeriz Mankanz wirkte im 17./18. Jh. eine Abfolge von Gegenkatholikoi. Trotz Neugründung 1441 eines armenischen Katholikats in Etschmiadsin erstarkte der „Heilige Stuhl von Gandsassar“ Anfang des 18. Jahrhunderts und galt für eine Zeit in Russland und Europa als wichtigster Repräsentant der armenischen Christenheit im Osten. Den weiterhin stattlichen Jurisdiktionsbereich des Katholikats von Albanien  verdeutlicht die Landkarte des Eremia Çelebi K’eomiwrčean (1637–1695). Noch Ende des 18. Jahrhunderts berichtet man in Rom von Recht und Praxis eigenständiger Myronweihe des zeitgenössischen Katholikos von Albanien im Kloster Gandsassar (damals Persien).
Die Katholikoi Esayi († 1728) und Sargis II. († 1827/8) betätigten sich auch als Historiker ihrer Heimatregion.

## Neuzeit und Gegenwart
Nach dem Russisch-Persischen Krieg wurde 1815 der albanische Katholikos Sargis Hasan-Jalalyan († 1827/8) auf Betreiben des Katholikos von Etschmiadsin durch das siegreiche Russische Kaiserreich zum gewöhnlichen Metropoliten herabgestuft. Bei Neuordnung des armenischen Kirchenwesens durch Zar Nikolaus I. 1836 wurde das Territorium des früheren Katholikats auf verschiedene Bistümer verteilt und dem armenischen Konsistorium in Tiflis unterstellt. 1914 besaß die Diözese Karabach 222 Kirchen und Klöster mit 188 Klerikern und 206.000 Gläubigen in 224 Ansiedlungen.
Gegenwärtig ist das Kloster Gandsassar Sitz des Erzbischofs der armenischen Diözese Arzach (Bergkarabach). Im heutigen Aserbaidschan besteht nahe Qəbələ eine unter 5000 Personen starke christliche Gemeinschaft mit Udischer Sprache, Nachfolgerin des Albanischen. Sie wird staatlicherseits als eigene Kirche geführt.